# Теодор Билрот
Проф. Кристиян Алберт Теодор Билрот (на немски: Christian Albert Theodor Billroth) е немско-австрийски лекар и един от най-големите хирурзи на 19 век. Той е считан за основоположник на съвременната коремна хирургия.

## Биография
Роден е на 26 април 1829 година в Берген на Рюген, Прусия, в семейството на пастора Карл Билрот (1800 – 1834) и съпругата му Кристина Нагел (1808 – 1851). Първоначално започва да учи музика, но се отказва и решава да се отдаде на медицината, която изучава в Университета в Гьотинген и Берлин. Негови учители са Йоханес Мюлер и Мориц Ромберг. След дипломирането си през 1852 г. заминава за една година във Виена, където посещава лекциите на Фердинанд Ритер фон Хебра.
Учи хирургия при Карл фон Лангенбух и практикува във Виена като началник на Втора хирургическа клиника в „Алгемайне Кранкенхаус“ (Виенска обща болница). Професор е по хирургия във Виенския университет.
Билрот ръководи няколко епохални операции в хирургията, включително първата езофагектомия (1871), първата ларингектомия (1873) и първата успешна гастректомия (1881) за рак на стомаха, с която печели голяма слава.
Билрот помага за създаването на първата съвременна хирургическа „школа“, в която преподава на светила като Александър фон Винивартер и Йохан фон Микулич-Радецки. Новаторската програма за хирургическа специализация на Уилям Халстед е повлияна в значителна степен от методите на Билрот за хирургическо обучение. В края на XIX век Билрот въвежда белите престилки като задължително облекло на лекарите.  
През 1892 г. е поканен в България да лекува Стефан Стамболов от огнестрелна рана, получена при ловен инцидент.
Освен значителните си приноси към хирургията, Билрот е страстен музикант, виолонист и близък приятел на Йоханес Брамс.
Умира на 6 февруари 1894 година в Опатия, Австро-Унгария, на 64-годишна възраст.